# Biele Albatrosy
Biele Albatrosy je název oficiální akrobatické skupiny Vzdušných sil Slovenské republiky, působící v letech 1991–2004 pod hlavičkou tehdejší Vojenské letecké akademie v Košicích. Používala letadla Aero L-39 Albatros v barvách slovenské trikolory. Zanikla roku 2004.

## Vznik a začátky
S myšlenkou založit akrobatickou skupinu přišel koncem osmdesátých let 20. století pplk. Ing. Marián Sakáč, který začal shromažďovat piloty z tehdejšího 2. školského leteckého pluku. Začátkem devadesátých let vznikl „Display team“ československého vojenského letectva, který se divákům představoval na letadlech Aero L-39 Albatros, MiG-23, MiG-29, Su-22, Su-25 a vrtulnících Mi-24.
3. srpna 1991 se u příležitosti konání mistrovství světa v parašutismu na letišti v Boľkovcích u Lučence konal konkurz, zaměřený na výběr vhodných pilotů a začaly první nácviky. Na výběru a výcviku pilotů se podílel pplk. Ing. Jiří Dobeš.
První sestava Bielých Albatrosů, 1991:
- pplk. Ing. Ivan Chvojka – #1
- pplk. Ing. Marián Sakáč – #2
- mjr. Ing. Luboš Novák – #3
- mjr. Ing. Jaroslav Baláž – #4
- mjr. Ing. Stanislav Rodziňák – #5
- mjr. Ing. Peter Fianta – #6
- mjr. Ing. Peter Lele – #7

V roce 1992 na košickém letišti probíhala rekonstrukce, proto se nácviky skupiny přesunuly do Přerova. Následovalo vystoupení na 1. Moravsko-slezské airshow v Přerově, které uzavřelo první výcvikovou fázi skupiny.

## Vystoupení doma i v zahraničí

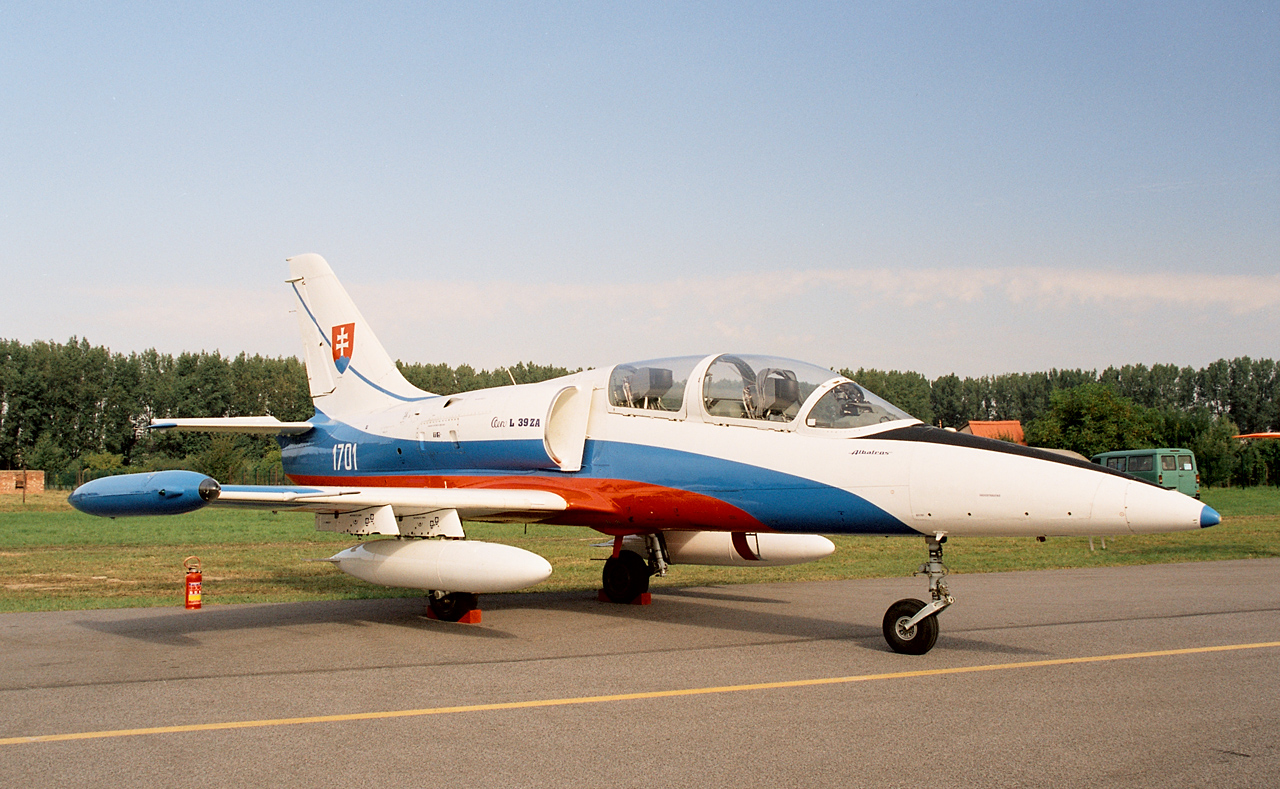
Slovenský L-39ZA (1701) v barvách Bielých Albatrosů

V následujících letech začaly Albatrosy slavit úspěchy na leteckých dnech v Dánsku, Francii, Nizozemsku, Anglii, Maďarsku, Rakousku a v České republice. Při přeletech do vzdálenějších zemí provázel skupinu navigátor kpt. Ing. Miroslav Kelemen. V roce 1995 přibyl do skupiny sólo pilot pplk. Ing. Jozef Kello, který sólovým vystoupením vyplňoval časovou prodlevu během vzdálení se a seřazení hlavní skupiny. 
Po generálních opravách letadel začaly Albatrosy sezónu v rakouském Zeltwegu, na bratislavské přehlídce SIAD, kde získali ocenění za nejlepší letovou ukázku a dále na přehlídkách ve Waddingtonu, Hradci Králové a italském Cameri.
V roce 1997 opustil skupinu její zakladatel Marián Sakáč a na jeho místo nastoupil pplk. Ing. Róbert Rozenberg. V novém složení absolvovala vystoupení v Trenčíně, Klagenfurtu, Fairfordu, Nitře, Hradci Králové, kde získala ocenění za absolutně nejlepší letecké vystoupení a sezónu zakončila doma v Košicích.
V dalších sezónách navštívili letci i letecké dny v Žilině, Očové, Fairfordu, Hradci Králové (kde opět získali ocenění, tentokrát, tentokrát Cenu Aero Vodochody, za nejlepší prezentování letadla tohoto výrobce), Kecskemétu a Sliači, kde se stala tragická nehoda, při které zahynul mjr. Luboš Novák. Na jeho místo nastoupil mjr. Marián Koňár.

## Na sestupu
V dalším roce skupinu opustili mjr. Jaroslav Baláž a mjr. Peter Lele. Ze strany velení Vzdušných sil přišel rozkaz na převelení školského pluku z Košic do Sliače, což by znamenalo zánik skupiny. Za obrovské pomoci Vojenské letecké akademie, Slovenského leteckého svazu, fanoušků i médií se podařilo skupinu zachránit. Na místo číslo 4 nastoupil mjr. Bohumír Baroš a skupina nacvičila jen omezený program pro 5 letadel. Navštívila kromě domácích i letecké dny v okolních zemích a vykonala několik slavnostních přeletů na Slovensku. K omezením se přidal další nátlak ze strany vzdušných sil a navíc další technické problémy letadel.
15. dubna 2004 z košického letiště odletěl do Sliače poslední Albatros a světově uznávaná letecká skupina Biele Albatrosy oficiálně zanikla.
Po zániku Albatrosů se začalo uvažovat o výcviku nových pilotů, o nové skupině, která by pokračovala v tradici Bielých Albatrosů, původním pilotům však nebyla nabídnuta přiměřená místa[zdroj⁠?!] a tak zůstalo jen u úvah. Výcvik nové skupiny by znamenal opět velké úsilí a množství prostředků, které se v tehdejších Vzdušných silách nenašly.

## Nehody
- 17. červenec 1996, Košice, vlivem turbulence se srazily čísla 2 a 6 (posádka Dvojky, pplk. Sakač a kpt. Rozenberg se katapultovali, pplk. Fianta přistál s poškozeným strojem)
- 3. červen 2000, Sliač, během vystoupení havaroval mjr. Luboš Novák, při nehodě zahynul (podle vyšetřovací komise byla příčinou nehody nevysvětlitelná chyba pilota)

## Poslední létající sestava Bielých Albatrosů
1. pplk. Ing. Ivan Chvojka
2. pplk. Ing. Róbert Rozenberg
3. mjr. Ing. Marián Koňár
4. pplk. Ing. Peter Fianta
5. mjr. Ing. Bohumír Baroš
6. pplk. Ing. Jozef Kello